# Mahafaly

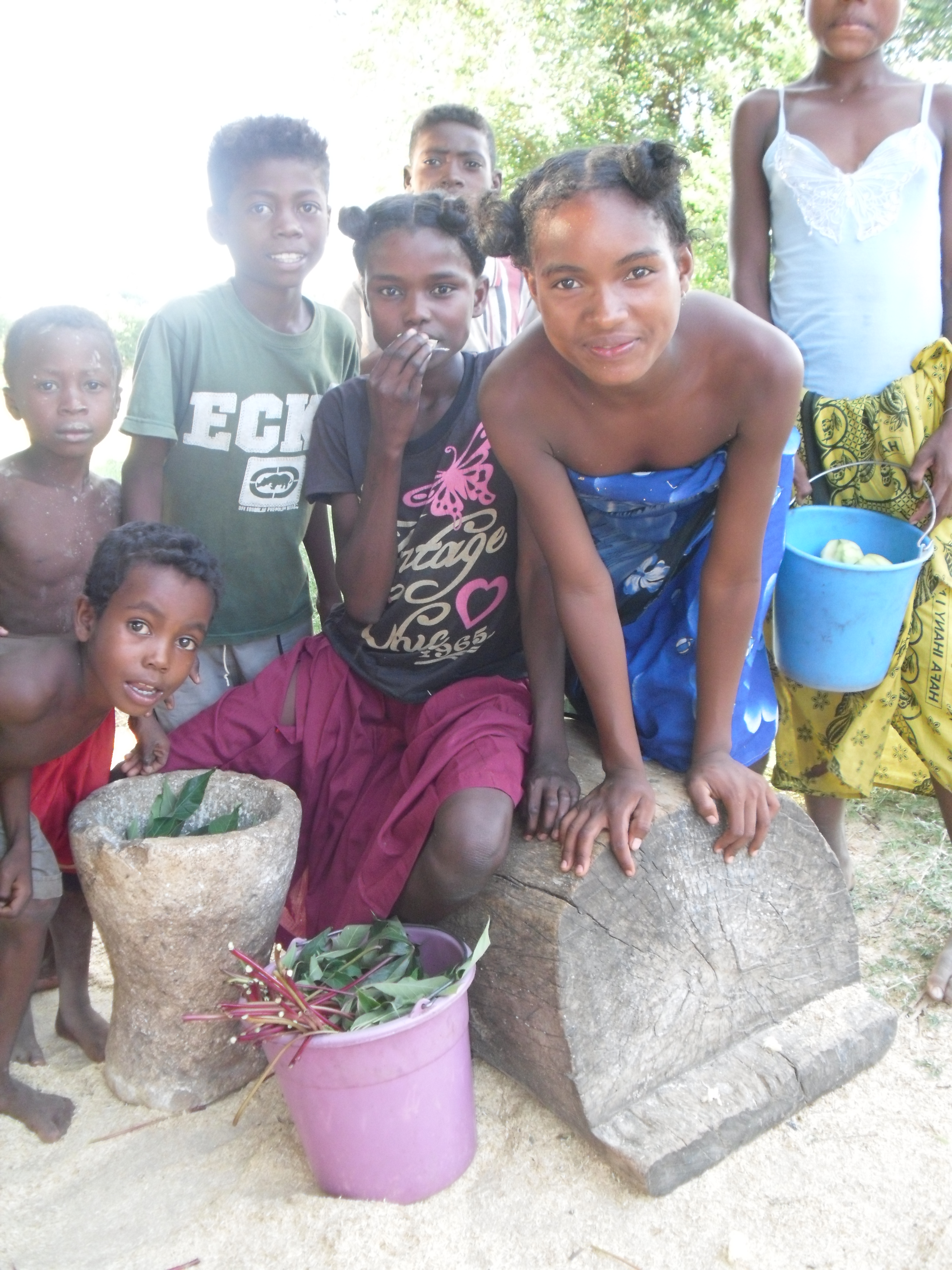
Jugendliche Mahafaly

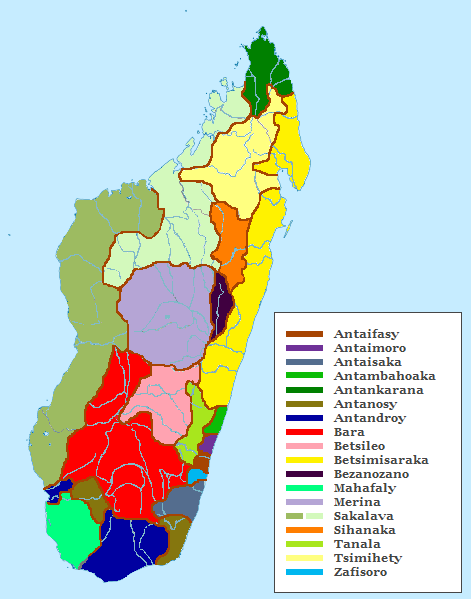
Verbreitung der ethnischen Gruppen Madagaskars, die Mahafaly leuchtend grün im Südwesten

Die Mahafaly (auch Mahafale) sind eine ethnische Gruppe im Südwesten Madagaskars. Sie besiedelt ein Gebiet, das in dessen Zentrum der Distrikt Ampanihy liegt. Sie sprechen eine austronesische Sprache, die mit der Tandroy-Sprache sehr eng verwandt ist. Der erste europäische Besucher des Gebiets der Mahafaly war im 17. Jahrhundert Jean Foucquembourg von der Französischen Ostindienkompanie, von ihm sind jedoch keine Aufzeichnungen erhalten geblieben. Die erhaltene Erstbeschreibung der Mahafaly und ihres Landes geht auf den Schiffbrüchigen Robert Drury zurück, er beschreibt das Siedlungsgebiet der Mahafaly als wild, bergig und bewaldet. Um 1900 waren die Mahafaly in fünf Königreiche zersplittert und wären ein leichtes Ziel der Kolonisierung gewesen. Die Region galt jedoch als zu arm, als dass sich die Kosten der Kolonisierung gelohnt hätten. Von 1902 bis 1908 gab es mit dem Cercle des Mahafaly eine eigene Verwaltungseinheit für diese Ethnie. Auch heute ist die Region eine der ärmsten in Madagaskar, sie hat nur in sehr begrenztem Umfang Teilhabe am wirtschaftlichen Leben des Landes.